# Kukljica
Kukljica est un village et une municipalité située sur l'île d'Ugljan, dans le comitat de Zadar, en Croatie. Au recensement de 2001, la municipalité comptait 650 habitants, dont 97,85 % de Croates ; en 2001, le village et la municipalité étaient confondus.

## Localités
La municipalité de Kukljica ne compte qu'une seule localité, le village éponyme de Kukljica.